# Flugsicherungsausrüstung-Verordnung
Die Verordnung über die Flugsicherungsausrüstung der Luftfahrzeuge (FSAV) schreibt für alle zivilen Luftfahrzeuge, die im deutschen Luftraum betrieben werden, den Inhalt der Flugsicherungsausrüstung vor, die für eine sichere Durchführung eines Fluges notwendig sind. Es wird dabei zwischen Flügen nach Instrumentenflugregeln (Instrument Flight Rules, IFR) §3 und Flügen nach Sichtflugregeln (Visual Flight Rules, VFR) §4 unterschieden.

## Inhalt
In der Verordnung werden unter anderem die Eigenschaften der für die Flugsicherung verwendeten Geräte wie ein internationaler Standard und ein aktueller Stand der Technik sowie deren Verwendungsgrenzen geregelt. So werden beispielsweise die Voraussetzungen für den Betrieb von elektronischen Bordsystemen mit Sendefunktion vorgegeben, um elektromagnetische Störungen und unnötige Belastungen der vom Funkverkehr genutzten Kanäle zu vermeiden.
Das Luftfahrt-Bundesamt kann die Verordnung ergänzende Anforderungen oder Erleichterungen im Bundesanzeiger und in den Nachrichten für Luftfahrer bekannt machen sowie in begründeten Einzelfällen Ausnahmen zulassen.
Der Geltungsbereich der FSAV wird in §1 definiert.
Die Beschaffenheit und Betriebstüchtigkeit der Flugsicherungsausrüstung wird in § 2  definiert.
Für Flüge nach Instrumentenflugregeln wird die geforderte Flugsicherungsausrüstung in § 3 definiert.
Für Flüge nach Sichtflugregeln wird die geforderte Flugsicherungsausrüstung in § 4 definiert.
Die Pflichten des Führers, Eigentümers und Halters eines Luftfahrzeugs wird in § 5  definiert.
Ordnungswidrigkeiten werden in § 6  definiert.
Das Inkrafttreten, Außerkrafttreten der FSAV wird in § 7  definiert.

## Beispiele für Vorgaben der FSAV
- Vorgaben zur Nutzung Mode-S-fähiger Sekundärradar-Transponder: Seit dem 31. März 2005 müssen die Sekundärradar-Transponder in Luftfahrzeugen  Mode-S-fähig sein.
- Neue Vorgaben für VHF-Sprechfunkgeräte: Seit dem 1. Januar 2018 dürfen Flüge nur durchgeführt werden, wenn alle für den Betrieb vorgeschriebenen VHF-Sprechfunkgeräte im Kanalraster von 8,33 kHz betrieben werden können.